# Pozos de Hinojo
Pozos de Hinojo település Spanyolországban, Salamanca tartományban. Pozos de Hinojo Cipérez, El Cubo de Don Sancho, Villares de Yeltes, Moronta, Vitigudino, Peralejos de Abajo és Peralejos de Arriba községekkel határos. Lakosainak száma 52 fő (2024).

## Népesség
A település népessége az elmúlt években az alábbi módon változott:
| Lakosok száma | 86   | 65   | 69   | 60   | 55   | 53   | 49   | 51   | 57   | 52   |
|               | 2001 | 2004 | 2007 | 2009 | 2012 | 2014 | 2017 | 2019 | 2022 | 2024 |